# Povos indígenas emergentes
Os povos indígenas emergentes são povos indígenas que em um dado momento histórico pararam de se reconhecer como tal e que, a partir de um novo contexto histórico, passaram a reafirmar esta identidade, num processo conhecido como etnogênese ou emergência étnica. No Brasil, este processo vem ocorrendo em várias regiões, sobretudo no Nordeste brasileiro.

## No nordeste brasileiro

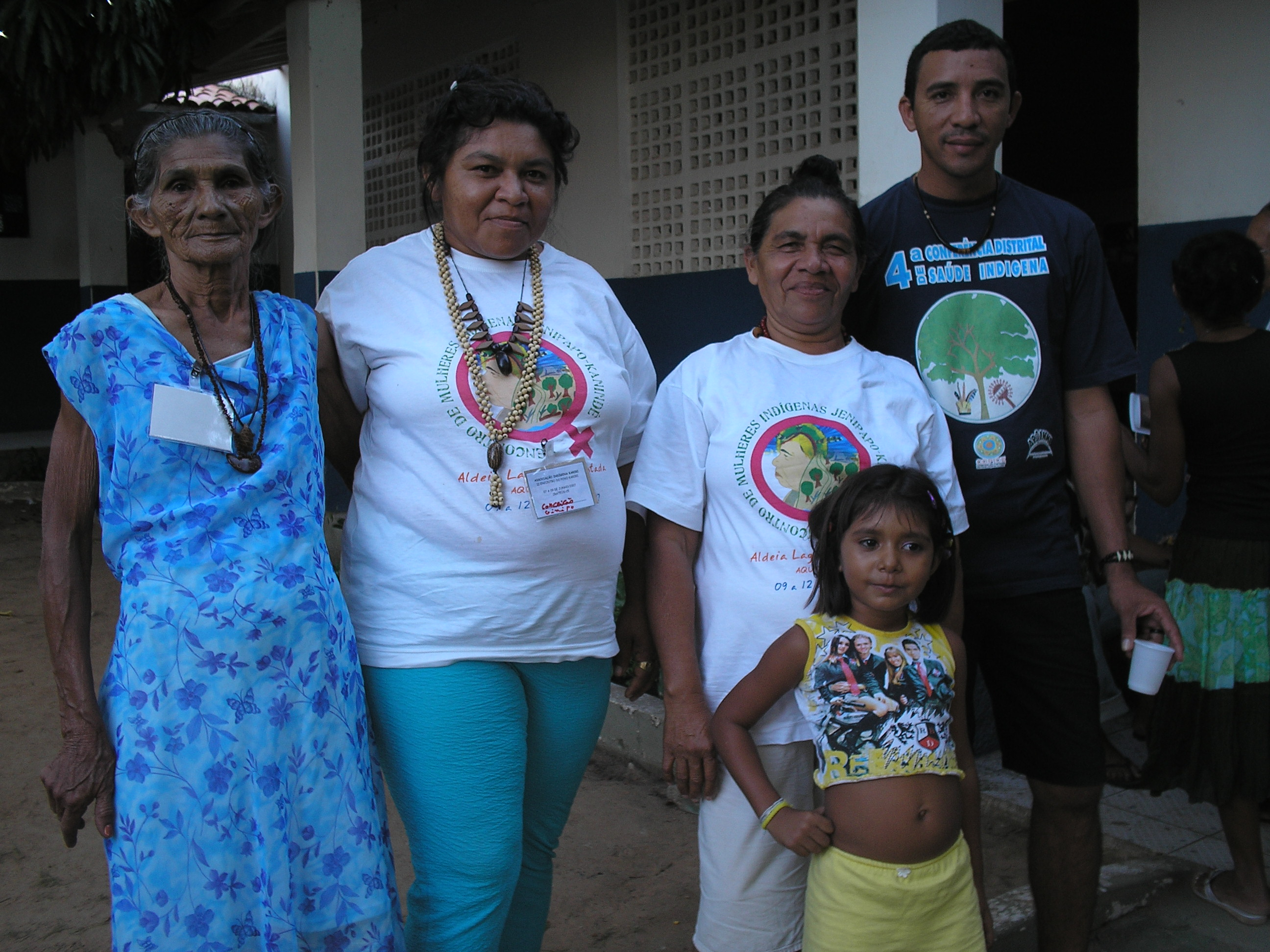
Da esquerda para a direita: Dona Tereza Kariri, Bida Jenipapo-Kanindé, Cacique Pequena Jenipapo-Kanindé, Fernando Tremembé e Jamille Kariri. Participantes do II Encontro do Povo Kariri, realizado em Crateús - Ceará, em junho de 2007.

A região do nordeste brasileiro abriga diversas comunidades indígenas. Caracterizados pelo fenômeno das emergências étnicas, os grupos indígenas na região vem aumentando em número ao longo do século XX. Abaixo é apresentado um quadro sintético dos processos de emergência étnica na região.

### Década de 1940
Na década de 40 já eram reconhecidos e tinham postos indígenas do Serviço de Proteção aos Índios - SPI funcionando, os povos indígenas Fulni-ô/PE, Potiguara/PB, Pankararu/PE e Pataxó-Hã-Hã-Hãe/BA ("remanescentes" Pataxó, Baenã, Kariri-Sapuyá, Kamakã e índios de Olivença). Em Minas Gerais havia postos para atender os Maxakali e Krenak ("remanescentes" dos grupos Botocudos Nakrehé, Krenak, Pojichá) os últimos "índios selvagens" do Leste.
Durante os anos 40 foram instalados postos para atender os Tuxá/BA, Atikum/PE, Kiriri/BA e Kariri-Xokó/AL.Já havia notícias a respeito dos Xukuru/PE e Xukuru-Kariri/AL que só vieram ter postos indígenas na década de 1950. Mobilizações como a dos Truká/PE, Kambiwá (índios da Serra Negra)/PE e Pankará/PE iniciam-se timidamente nestes anos.
Totais nos anos 1940: 10 postos indígenas incluindo Maxakali e Krenak. Mais notícias de pelo menos 5 outros grupos se mobilizando.

### Década de 1950
O Antropólogo norte-americano David Hohenthal Jr. em textos publicados na década de 1950 e num relatório entregue ao SPI, sobre os índios da 4ª Inspetoria Regional do SPI - IR 4, especialmente os do Rio São Francisco menciona a existência ainda dos Pankará (Serra da Cacaria), Kambiwá (em Serra Talhada, fugidos da Serra Negra), Truká, Pankararé/BA e Shokó de Olho d'Água do Meio (atuais Tingui-Botó)/AL, além dos Natu, em Pacatuba, Sergipe e Baishóta, na imediações da Serra Umã/PE. Os Wakonã que ele menciona seriam os Xukuru-Kariri.

### Décadas de 1970 e 1980
Na década de 1970 alguns destes povos iniciam mobilizações étnicas e passam a contar com postos indígenas constituindo um novo momento nos processos de etnogêneses na região: Kambiwá e Pankararé. Na Bahia são criados postos para atender os Kaimbé e os Pataxó de Barra Velha, em Minas os Xakriabá são reconhecidos em finais dos anos 1960. Na virada para os anos 1980 mobilizam-se os Xokó da ilha de São Pedro em Sergipe, os Tingui-Botó, Karapotó e Wassu-Cocal em Alagoas, os Truká e Kapinawá em Pernambuco. Os Tupiniquins e Guaranis do Espírito Santo também se mobilizam por esta época.
A partir de 1986 ganham corpo as reivindicações dos Tapeba e Tremembé no Ceará, dos Jeripankó em Alagoas e dos Kantaruré e Pankaru na Bahia. Desse modo chegamos ao final dos anos 1980 com um total de 29 povos indígenas no Leste-Nordeste.

### Década de 1990
Na década de 1990 as emergências étnicas estenderiam-se ainda mais pela região, abrangendo grupos no Ceará (Pitaguaris, Jenipapo-Kanindé, Kanindé, Tabajara, Kariri, Kalabaça e Potiguara), Alagoas (Kalankó e Karuazu), Minas Gerais (Caxixó e Aranã), Pernambuco (Pipipã) e Bahia (Tumbalalá).

### Século XXI
Nos últimos cinco anos, outros grupos tem emergido, como os Pankará e Pankaiuká, em Pernambuco, os Catökinn, Koiupanká e Aconã em Alagoas, os Tupinambá de Olivença, Tupinambá de Belmonte e Payayá de Utinga na Bahia, os Eleotério do Catu, Mendonça do Amarelão e Caboclos do Assu e os Trabanda do Sagi no Rio Grande do Norte, os Anacé, Jucá, Payaku e vários grupos Tremembé, Tabajara e Potiguara no interior do Ceará, até mesmo no Piauí já há notícias de um grupo se organizando através da Associação Itacoatiara dos Remanescentes Indígenas de Piripiri e dos grupos Codó Cabeludo, em Pedro II e Kariri (Caboclos da Serra Grande) em Queimada Nova. Na Paraíba, organizaram-se os Tabajara no litoral sul do estado.

## Outras comunidades
Para completar este quadro podemos afirmar que há registros da existência de “comunidades” com ascendência indígena em vários outros locais do Nordeste e que no futuro podem demandar reconhecimento, alguns grupos já o fazem, mas enfrentam oposições até mesmo de certas parcelas do movimento indígena: No Ceará, há registros de grupos identificados como Tubiba-Tapuia, Gavião, Tupinambá, Kariri e Paupina
Em Pernambuco, há mobilização étnica no Brejo do Gama, seguindo a esteira da etnogênese Pankará; alguns antropólogos e missionários identificam populações com ascendência indígena em Triunfo, Barreiros, Orocó e Santa Maria da Boa Vista, em áreas de antigas missões, mas que não mobilizam de modo amplo (para setores do estado e intermediários da sociedade civil) sua origem indígena enquanto um elemento político, há um certo tipo de reconhecimento local dessas identidades, embora também haja o reconhecimento de ascendência negra, e o que é mais forte na região de Orocó e Sta Maria da Boa Vista (rio São Francisco) é a participação no circuito de trocas rituais do toré e da jurema com os índios Truká, Tumbalalá e Atikum. Fora o fato de que estas comunidades encontram-se ameaçadas de serem relocadas pela construção de barragens nas imediações da Ilha da Assunção.
Referências outras existem para Rio Grande do Norte, Piauí, Paraíba, Sergipe (Kaxagó em Pacatuba) e Bahia (Missões do Aricobé), mas não há notícias de mobilizações indígenas ou da presença de mediadores sociais que possam ajudar a deflagrar processos de etnogêneses nestes locais.
Mais recentemente, no município de Paulo Afonso na Bahia, uma comunidade multiétnica de índios urbanos, composta por famílias Truká, Pankararu e Fulni-ô passou a reivindicar o reconhecimento como povo indígena Tupã.

## Outras regiões do Brasil
O fenômeno das etnogêneses pode ser encontrado também em outras regiões do Brasil como o Centro-Oeste, casos dos grupos: Tapuio, Krahô-Kanela, Chiquitanos, Kamba, Guató, Kinikinawa e Ofayé.
No Pará, a região do Baixo Tapajós-Arapiuns concentra cerca de uma dezena de etnias indígenas neste movimento de ressurgimento étnico: Arapium, Maytapu, Borari, Tupinambá, Tapajó, Tupaiú, Arara Vermelha, Cumaruára, Cara Preta, Munduruku, Timbira e Apiaká. Ainda no Pará, mas em outras regiões vamos encontrar os Arara do Maia e vários pequenos grupos Tembé se organizando etnicamente.
No Amazonas, diversos movimentos de indígenas urbanos, principalmente em Manaus, mas também no Baixo Solimões e no Baixo Rio Negro, além de inúmeros grupos Mura.
No Acre, temos os casos dos Apolima, Nawa e Contanawa. Todos na região do Alto Juruá.
Em Rondônia, após décadas de silêncio os povos Poruborá, Kujubim, Migueleno e Kwazá, se fazem ouvir e organizar.
Em Roraima, existem os índios Sapará, nas regiões de Amajari e Taiano.
Na Região Sudeste do país, descendentes do povo Puri têm realizado trabalhos de retomada da língua, assim como se articulado como sujeitos em prol da comunidade, cujo território original abrange os estados de Minas Gerais, Espírito Santo, Rio de Janeiro e São Paulo. A autoafirmação e a associação, o convívio com os parentes, as lideranças de comunidades de origem Puri, contribuem com o processo de identificação de si, de preservação dos saberes e de percepção da transformação natural da cultura e dos povos indígenas, como traço da própria humanidade. O processo de autoidentificação, portanto, constitui-se como uma contra-afirmação, tendo em vista os processos violentos a que as populações indígenas e suas comunidades sofreram (e ainda sofrem) historicamente e socialmente, no que tange à suas plurais visões e a sua existência como sujeitos. Entre o povo, há profissionais de diversas áreas que contribuem com o enriquecimento cultural e valorização dos saberes e da história dos Puri, como historiadores, antropólogos, professores, artistas, ambientalistas, escritores, etc.